# 克魯佩亞湖
克魯佩亞湖（俄语：Крупейское），是俄羅斯的湖泊，由普斯科夫州負責管轄，面積1.6平方公里，集水區面積40.89平方公里，平均水深2.5米，最大水深11米，湖畔城鎮有普斯托什卡。